# Bulimija
Bulimija (grč. bous vol, govedo; limos glad; "gladan da bi i vola mogao pojesti") je poremećaj vezan uz hranjenje koji je, kao i anoreksija nervoza, psihijatrijskog podrijetla, a može imati strašne tjelesne posljedice. Dok se anoreksičari jednostavno izgladnjuju, bulimičari se "čiste" povraćanjem koje su sami izazvali ili drugim oblicima rješavanja dodatnih kalorija. Oboljeli od bulimije također često koriste pilule za mršavljenje, laksative i diuretike da bi smanjili težinu, ali i ekstenzivno vježbanje ili post. Za razliku od anoreksičnih osoba najčešće su normalne građe, nekada čak i krupniji, dok su u kombinaciji s anoreksijom esktremno mršavi. Čišćenje može imati dvije svrhe: sprječavanje dobivanja na težini, a i privremeno ublažavanje depresije i ostalih negativnih osjećaja.
Postoje dvije vrste bulimije: purgativna i nepurgativna. Statistički od purgativne bulimije pati 80-90% pacijenata, a od nepurgativne 10-20%, ali budući da oboljeli od nepurgativne bulimije svoju bolest vješto skrivaju, pokušavaju se nositi sami sa svojom bolesti te pate od osjećaja pregolemog srama vezano za simptome, za pretpostaviti je da u tim slučajevima pacijenti rjeđe potraže pomoć. Nepurgativnu bulimiju najčešće karakterizira prekomjerno vježbanje čak i nakon očite i dugotrajne iscrpljenosti organizma ili razdoblja dugog posta kao što su neko vrijeme u danu ili čak nekoliko dana kad osoba ne jede gotovo ništa. Može se dogoditi da se faze purgativne i nepurgativne bulimije izmjenjuju. Nakon faze restrikcije nužno slijedi faza kompulzivnog hranjenja za koju je karakterističan gubitak kontrole. Obje vrste dugoročno dovode do ozbiljnih zdravstvenih tegoba te zahtijevaju intervenciju stručnjaka. Nužno je obratiti se stručnjaku koji se bavi poremećajima u prehrani.
Bulimija, poput anoreksije, pogađa uglavnom mlade žene. Prosječna dob u kojoj se znakovi bulimije prvi put pojavljuju je od 12 - 20 godina.
Bulimija se može javiti sama za sebe ili naizmjenice s anoreksijom. U tom naizmjeničnom uzorku - koji se javlja otprilike u svakom petom slučaju - osoba neko vrijeme ne želi jesti, pripremajući se za prejedanje; moguće je da u fazi nejedenja upotrebljava i sredstva za potiskivanje apetita. Unatoč preklapanju, ova dva poremećaja povezuju se s nekim različitim crtama ličnosti: anoreksičari su skloni potiskivanju svojih poriva, uključujući spolne; oboljeli od bulimije, s druge strane, obično udovoljavaju svojim žudnjama, prenagljujući se, upadajući u nevolje s drogom, promiskuitetnim ponašanjem, krađom po trgovinama ili nekontroliranim kupovanjem.
Opće zdravstveno stanje osobe oboljele od bulimije ovisi o tome koliko se često prejeda i čisti. Takva osoba može povraćati povremeno (jednom mjesečno) ili jako često (puno puta na dan). Tjelesne posljedice uključuju oticanje želuca ili gušterače, upalu jednjaka, povećane žlijezde slinovnice te kvarenje zubi i bolest desni zbog povraćanja želučanih kiselina. Kod obje vrste bulimije česte posljedice su teške nesanice, problemi sa štitnjačom, upale zglobova te hormonalni disbalans koji može dovesti do neplodnosti.  Čestim povraćanjem također se troše voda i kalij u tjelesnim tkivima što izaziva poremećeni ritam srca, grčenje mišića, pa čak i oduzetost. U težim slučajevima, neki od ovih tjelesnih problema mogu dovesti do smrti. Još jedna opasnost je samoubilačka depresija. Za osobe koje boluju od bulimije sedam je puta vjerojatnije da umru od suicida nego one koje nisu oboljele.
Bulimija je prava bolest i osobe oboljele od nje obično je ne mogu voljno kontrolirati bez stručne pomoći. Opomene obitelji i prijatelja da prestanu s takvim ponašanjem u najboljem su slučaju beskorisne, a u najgorem imaju upravo suprotan učinak. Otegotna okolnost je da pacjenti u najgorim fazama svoje bolesti dobivaju pozitivne komentare okoline na osnovu izgleda ili samokontrole što doživljavaju kao motivaciju da nastave s destruktivnim ponašanjem. Bulimija spada u skupinu opsesivno-kompulzivnih psihičkih poremećaja pa su osobe koje pate od ove bolesti sklone redu, izvršavanju zadataka, disciplini te usmjerenosti cilju. Kompulzivno prejedanje najčešće se događa u tajnosti i nerijetko okolina za njega ni ne zna. Zbog toga u očima okoline osoba može izgledati kao netko tko ekstremno pazi na prehranu, ali jede dovoljno te pazi na svoju fizičku spremu te se ne čini kao osoba koja ima poremećaj. Osobe oboljele od bulimije često osjećaju da njihovim roditeljima nije dovoljno stalo do njih ili da im ne pružaju dovoljno ljubavi. Također, u nove odnose ulaze vrlo brzo i intenzivno te imaju izražen strah od napuštanja. U 30-50% slučajeva osobe oboljele od bulimije imaju i granični poremećaj ličnosti. Kao i kod anoreksije, bulimične osobe često kažu da čuju glasove u glavi koji im govore da se ponašaju na određen način ili rade određene stvari. Uz sve aspekte bolesti: post, prejedanje, purgativno i nepurgativno pražnjenje, depresije, anksioznosti, samoubilačke misli, glasove u glavi. vezan je jako izražen osjećaj srama zbog čega je iznimno teško podijeliti s bilo kime o čemu se točno radi, a kada se ta tema dotakne s osobom treba pričati s maksimalnom suosjećajnosti te joj pružiti osjećaj potpore i sigurnosti.

## Uzroci
Smatra se da su pritisci i sukobi unutar obitelji prvotni znak bulimije. Bulimičarka je obično osoba koja želi previše postići i teži savršenstvu, a osjeća da ne može zadovoljiti očekivanja svojih roditelja. Njezino samopoštovanje je na niskoj razini i pati od depresije. Možda je kao dijete bila fizički ili spolno zlostavljana; oko polovice svih obojelih od bulimije ima u prošlosti iskustvo zlostavljanja.

## Liječenje
Liječnik ili psiholog bi morao postaviti dijagnozu bulimije, ako postoje najmanje dvije bulimične epizode tjedno u trajanju od tri mjeseca.
Psihoterapija - često kombinirana s antidepresivima - prvotni je način liječenja, zajedno sa savjetovanjem o prehrani.
Psihološko liječenje bulimije može uključivati pojedinačnu, obiteljsku ili skupnu psihoterapiju. Isto tako, često se propisuju bihevioristička ili kognitivna terapija. Bihevioristička terapija usredotočuje se na mijenjanje navika (prejedanje i čišćenje u ovom slučaju); seanse se obično posvećuju analiziranju ponašanja i smišljanju načina da se to promijeni, a između seansi pacijentica slijedi točno određene upute. Kognitivna terapija također se usredotočuje na uobičajeno ponašanje, njoj je cilj istražiti i suprotstaviti se negativnim mislima koje se nalaze u pozadini destruktivnih navika. Pojedinačna ili skupna psihoterapija usredotočuje se na emocionalna iskustva i odnose koji su stvarni uzrok bulimije.
| Znakovi koji ukazuju na bulimiju:                                   | Emotivne karakteristike:                           | Tjelesne karakteristike:        |
| * često je idealna tjelesna masa održiva                            | * česta promjena raspoloženja                      | * gubitak zubne cakline         |
| * pojačan strah od debljanja                                        | * depresija                                        | * problemi sa zubima            |
| * konzumiranje hrane u pretjeranim količinama                       | * impulzivnost                                     | * ispucale usne                 |
| * tajno konzumiranje hrane                                          | * zlouporaba lijekova i alkohola                   | * problemi sa štitnjačom        |
| * čest osjećaj gladi                                                | * samosakaćenje                                    | * grlobolja                     |
| * preokupacija mislima o hrani, konzumiranju i nekonzumiranju hrane | * nepoštivanje sebe                                | * nepravilan menstrualni ciklus |
| * nedostatak kontrole u blizini hrane                               | * velika potreba za prihvaćanjem od strane okoline | * problemi sa srcem             |

|  | Molimo pročitajte upozorenje o korištenju medicinskih informacija. Ne provodite liječenje bez savjetovanja s liječnikom! |